# Atta insularis
Atta insularis és una espècie de formiga de la subfamília dels mirmicins (Myrmicinae). És la major i més notable de les formigues de Cuba, d'on és endèmica. Té gran polimorfisme i les seves obreres s'especialitzen en diferents activitats. Les guerreres tenen caps notablement grossos. Va ser descrit pel zoòleg francès Félix Édouard Guérin-Méneville el 1845.